# Smile smile ship Start!
- ラブライブ! > ラブライブ!サンシャイン!! > Aqours > Smile smile ship Start!

「smile smile ship Start!」（スマイル スマイル シップ スタート!）は、Aqoursの楽曲。2021年3月31日にLantisから発売された。

## 概要

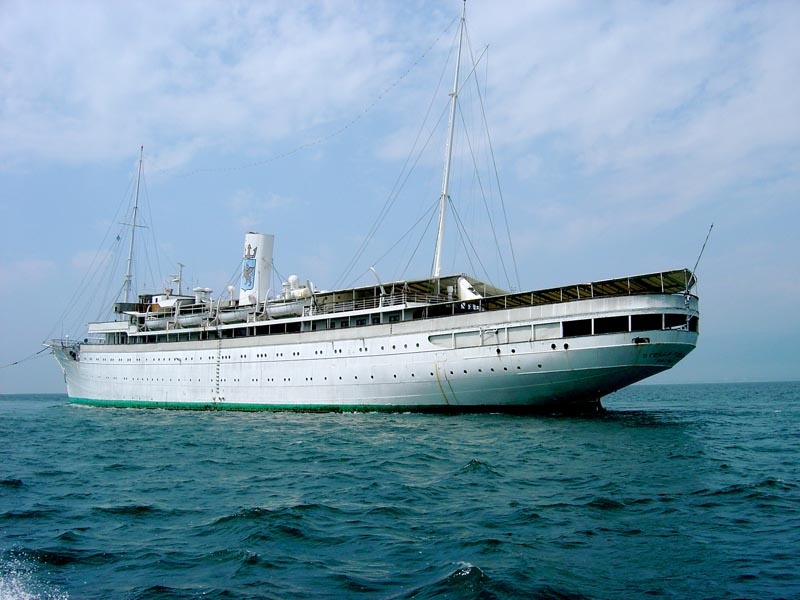
PVの舞台となったスカンジナビア号

5周年記念のアニメーションPV付シングルであり、アニメーションPV付は2019年9月25日発売の4thシングル『未体験HORIZON』ぶりとなる。また、今作のアニメーションPVは「KOKORO Magic “A to Z”」以来となるフルCGで制作されている。PVでは、スカンジナビア号が舞台になっている。
表題曲「smile smile ship Start!」は、2020年に開催が計画されながらも新型コロナウイルスの感染拡大で開催を断念した5周年記念の6thライブツアー『Aqours 6th LoveLive! DOME TOUR 2020』のオープニングテーマに歌詞を付けたもので、Aqoursの歌唱にあたり、アレンジや尺が異なる。原曲はボーナストラック「Main theme of Aqours 5th anniversary!!」として収録され、浦の星交響楽団が演奏している。
CDはBD同梱盤とDVD同梱盤の2形態が発売され、CDには表題曲の「smile smile ship Start!」とカップリング曲1曲とボイスドラマおよびボーナストラックが、BD・DVDには「smile smile ship Start!」のアニメーションPVが収録される。初回生産分には、「Aqoursメンバーの “5周年ありがとうカード”」（全9種）がランダムで1枚封入される。

## チャート功績
2021年3月30日付のオリコンデイリーランキングでは4位にランクインし、翌日の3月31日付では2位に浮上、さらに翌々日の4月1日付には1位に浮上した。Aqoursのデイリー首位獲得は、「Fantastic Departure!」以来2週間ぶり。2021年4月12日付オリコン週間シングルランキングでは1.6万枚を売り上げて4位にランクイン。デビュー作「君のこころは輝いてるかい?」からの連続オリコン週間TOP5入り記録を26作に更新し、途中からも含む連続オリコン週間TOP5記録としても、水樹奈々の25作連続を抜き、アニメ歌手歴代1位になった。

## 収録曲
収録内容におけるボーカル曲は太字、ボイスドラマパートは▲印で表記する。
- CD
  - 全作詞：畑亜貴

1. smile smile ship Start!
  - 作曲・編曲：加藤達也
2. 心の羽よ君へ飛んでけ！
  - 作曲：TAKAROT、イワツボコーダイ　編曲：TAKAROT
3. smile smile ship Start! (Off Vocal)
4. 心の羽よ君へ飛んでけ！ (Off Vocal)
5. あつまれ！内浦の浜▲
6. ありがとうのきもち▲
7. Main theme of Aqours 5th anniversary!!
  - 演奏：浦の星交響楽団
  - ボーナストラック

- BD/DVD

1. smile smile ship Start! アニメーションPV